# The Speed Queen
The Speed Queen és una pel·lícula muda d’una bobina de la Keystone dirigida per Mack Sennett i protagonitzada per Mabel Normand, Ford Sterling i Nick Cogley. La pel·lícula es va estrenar el 12 de juny de 1913. No hi ha informació sobre la seva localització per la qual cosa es considera una pel·lícula perduda.

## Argument
El pare de Nellie és un jutge que té una malaltia similar al ball de Sant Vito. Sortosament, quan sent que li arriba un atac pren la dosi del medicament i sempre se li alleugen els símptomes. Un dia oblida la medicina i, sentint que li ha de venir l'atac, envia Nellie a casa a buscar-la. Ella puja al seu cotxe i condueix a tota velocitat. Ben aviat és perseguida per dos policies en moto. Un dels policies és un pretendent rebutjat i espera arrestar-la per despit. L'altre policia és el seu enamorat, i ell la vol salvar. Durant la cursa a tota velocitat es produeixen múltiples situacions divertides. Nellie és arrestada, però és alliberada gràcies al seu enamorat.

## Repartiment
- Mabel Normand (Nellie)
- Ford Sterling (policia)
- Nick Cogley (pare de Nellie)